# Mani (syndrom)
Mani (från grekiska: μανια, raseri, galenskap, vansinne) är en psykisk störning som tillhör de affektiva störningarna. Mani kännetecknas framför allt av förhöjd grundstämning och uppträder antingen som enstaka episoder eller i samband med en affektiv sjukdom i återkommande skov. Maniska episoder ingår i bipolär sjukdom typ I och kan förekomma vid schizoaffektivt syndrom. 
En lindrigare variant av mani kallas hypomani. De grundläggande symtomen är desamma som vid mani, men de är mer begränsade och inte förknippade med påtaglig funktionsstörning eller övergående till och med förhöjd prestationsförmåga. Problemet med hypomani är inte minst att den, liksom mani, ofta följs av en depressiv episod. Hypomani ingår i bipolär sjukdom typ II.
Under en manisk period upplever den berörde ett ofta dramatiskt minskat behov av sömn, är överaktiv, har många idéer, tänker och talar snabbt, ibland så pass att det blir omöjligt att förstå vad personen vill säga. Karaktäristiskt är att tankeflödet i dessa perioder är präglat av så kallade lösa associationer, det vill säga personen hoppar från ett ämne till ett annat; dessa ämnen är då inte helt osammanhängande, utan hänger i regel ihop på ett långsökt sätt. Innan den maniska episoden är fullt utvecklad kan den berörde vara i en hypoman fas och omgivningen kan då uppleva personen som bättre presterande; detta förändras dock när personen i fråga är fullt manisk.
Ett problem i samband med maniska skov kan vara att personen startar företag eller åtar sig uppgifter som överstiger vad denne klarar eller har finansiella möjligheter att slutföra. Sjukdomsförloppet kan göra att omdömet saknas för att stoppa sådant i god tid, vilket kan leda till både relationella, rättsliga och även finansiella konsekvenser för den berörde och närstående. En domstol kan dock exempelvis i Sverige, om det kan styrkas att personen handlat under inflytande av psykisk sjukdom, låta affärer gå tillbaka. Mani åtföljs ofta av depression, av biologiska skäl som i bipolär sjukdom eller som konsekvens av en försvårad livssituation.
Under en mani kan det uppträda psykotiska symptom, framförallt i form av vanföreställningar som då handlar om den egna storheten, betydelsen eller ett särskilt uppdrag man har.

## Symptom
Typiska symtom för en mani är:
- förhöjd stämning i form av verklighetsoberoende glädje, men ibland även en dysforisk och lättretad stämning
- ökad drift och aktivitet
- känsla av ökad välmående och prestationsförmåga
- minskat sömnbehov
- svårt till förståeligt språk p.g.a. att ämnen bara hänger ihop via s.k. lösa associationer
- storhetsidéer och bristfälligt omdöme
- eventuellt även psykotiska symptom i form av storhetsvansinne. Även rösthallucinationer kan (sällan) förekomma.

En traditionell skiljelinje går mellan klassisk mani, en så kallad lättretad mani, och en förvirrad mani. I det sistnämnda fallet kan bilden likna en förvirring som man ibland kan se vid demenser eller andra organiska psykossyndrom. Det förekommer även så kallande blandade episoder, vilket är ett begrepp som ingår i moderna diagnostiska system som DSM-5. I sådana fall kan symptom av depression (nedstämdhet) blandas med ökad drift och aktivitet, vilket kan leda till en ökad suicidrisk.